# Йосиф Иванович
Йосиф Иванович (на румънски: Iosif (Ion) Ivanovici), известен и като Йован Иванович, е виден австро-унгарски и румънски композитор от сръбски произход.

## Биография
Роден е през 1845 г. в град Темешвар, Банат (днес Тимишоара в Румъния).
След рода Щраус e може би най-видният композитор на валсове, военни маршове и полки. Написал е над 350 такива значими творби. Учи при Алоис Рендъл в Галац и Емил Лер в Яш. От 1879 г. е военен капелмайстор в Тулча, по-късно – в областния център на Вранча Фокшани, накрая работи в Букурещ. От 1880 ръководи оркестъра на VI пехотен полк в Галац. През 1895 г. е назначен за генерален инспектор на румънската военна музика. Умира в Букурещ на 28 септември 1902 г.

## Творчество
Най-известната творба на този балкански композитор подобно на Щраус е свързана с Дунава и е валсът „Дунавски вълни“ (Valurile Dunării). Знаменитият валс е изпълнен за пръв път през 1889 г. в Париж и оттогава до днес, като инструментално, особено духово, изпълнение или в съчетание с текст, различен в отделните страни, е любима мелодия в дунавските страни от Германия и Австрия до България, Украйна и Русия.
През Втората световна война и след нея в Източна Европа става известен и съветският вариант на валса, изпълнен за пръв път от ансамбъл на Червената армия през 1944 г. През 1959 г. валсът става основа за едноименния румънски филм, което увеличава още повече популярността му. Днес „Дунавски вълни“ често се изпълнява и можем да усетим романтичната и артистична атмосфера в Европа от времето на Бел епок и Сецесиона. Йосиф Иванович е считан от музиколозите за най-големия след Щраус творец от Виенската школа на валса.

## Популярни творби
- 1889, Valurile Dunarii (Donauwellen, Dunajské vlny), wals
- 1892, Carmen Sylva, wals
- 1893, Goldene Stunden, wals
- 1901, La Bella Roumaine, wals
- 1902, Rosina, polka
- Anniversary waltz, wals
- Die Ballkönigin, wals, op. 127
- Herzliebchen, wals
- Kaiserreise, marsh
- Lieb' um Liebe, wals, op. 155
- Rosen aus dem Orient, wals